# 花旗美邦
花旗美邦（Smith Barney Shearson, Inc.），美国著名的股票承销商、投资银行和资产管理公司，隶属于摩根士丹利，是纳斯达克市场的十大做市商之一。

## 歷史
- 1873年，證券經紀查里斯·巴尼創立查里斯·D·巴尼公司。
- 1892年，投資銀行家愛德華·史密夫創立愛德華·B·史密夫公司。
- 1910年，亞瑟,赫伯特及裴所羅門創立所羅門兄弟公司，並與合伙人莫頓·哈茲勒組成所羅門兄弟及哈茲勒公司。
- 1938年，查里斯·D·巴尼公司與愛德華·B·史密夫公司合併，組成史密夫巴尼公司。
- 1970年，所羅門兄弟與莫頓·哈茲勒拆伙，公司名稱改為所羅門兄弟公司。
- 1976年，史密夫巴尼公司收購哈里斯所創的厄本公司，組成哈里斯厄本公司。
- 1987年，普瑞瑪瑞卡購併史密夫巴尼及哈里斯厄本公司。
- 1993年7月，普瑞瑪瑞卡收購零售經紀和資產管理業務的希爾森雷曼兄弟，並與史密夫巴尼公司合併。12月31日，史密夫巴尼公司成為旅行家集團全資附屬公司。
- 1997年，史密夫巴尼公司與旅行家集團旗下的證券業務合併，組成所羅門史密夫巴尼公司。
- 1998年10月8日，花旗集團與旅行家集團合併。

## 被收购
2009年1月12日，摩根士丹利、花旗宣布成立新合資公司「摩根士丹利美邦公司」將成為全球最大證券經紀公司，擁有20,390位營業員、管理1.7兆美元客戶資產。
花旗將以100%的美邦證券、澳洲美邦以及在英國提供私人投資管理服務的Quilter的股權及27億美元現金但不含花旗私人銀行以及日本的Nikko Cordial證券。取得「摩根士丹利美邦公司」49%的股份。花旗出售美邦後，帳面獲利58億美元。
據美邦網頁簡介，美邦在全球有764個辦事處，擁有900萬美國客戶，共有14,133個理財顧問，為客戶提供各項理財服務，包括個人理財和資產管理等服務，目前管理客戶資產高達1.323萬億美元（約10.3萬億港元）。
摩根士丹利將以旗下全球財富管理事業100％的股權取得「摩根士丹利美邦公司」51%的股權。在第3年後，摩根士丹利和花旗都有權購買或出售在新公司中的股份，但花旗至少在5年內都會持有相當大的股權。
2012年9月11日摩根士丹利和花旗集團同意將雙方的合資券商摩根士丹利美邦估值定為135億美元，解決了持續數月的爭端。根據協議，摩根士丹利將再買入摩根士丹利美邦的14%股份，並在2015年6月1日前購入花旗持有的餘下35%股权。